# Pentaceratops sternbergii
Pentaceratops ("Femhornat ansikte") var ett släkte växtätande dinosaurier, tillhörande ceratopsia, som levde i Nordamerika ( New Mexico ) i slutet av kritaperioden för cirka 75 - 70 milj. år sedan. Pentaceratops är känd från flera skelett, även om man bara känner till ett som är komplett. Många skallar är också kända. Man tror att den levde i närheten av skogsområden och åt blommor och lövträd. 

## Om Pentaceratops
Pentaceratops var en typisk ceratopsid. Den var ett fyrbent djur med tung kropp och platta, elefantliknande fötter, och en kort svans. Den blev upp till 2,5 meter hög, mätte knappt 7 meter i kroppslängd och vägde omkring 5 ton. Dess skalle var mycket iögonenfallande, och var oproportionerligt stor, även för en ceratopsid. Den hade ceratopsidernas typiska nackkrage av ben som växte ut från skallen, och bidrog till att skallen var cirka 3 meter lång. Kragen hade ett par stora hål, som kan ha hjälpt till att minska vikten. Uppe på kragen hade den några horn, liknande dem hos Styracosaurus, men mycket mindre. Den hade också horn över ögonen, vilka var krökta framåt en aning. Nospartiet var långsmalt, och hade ett mindre horn.

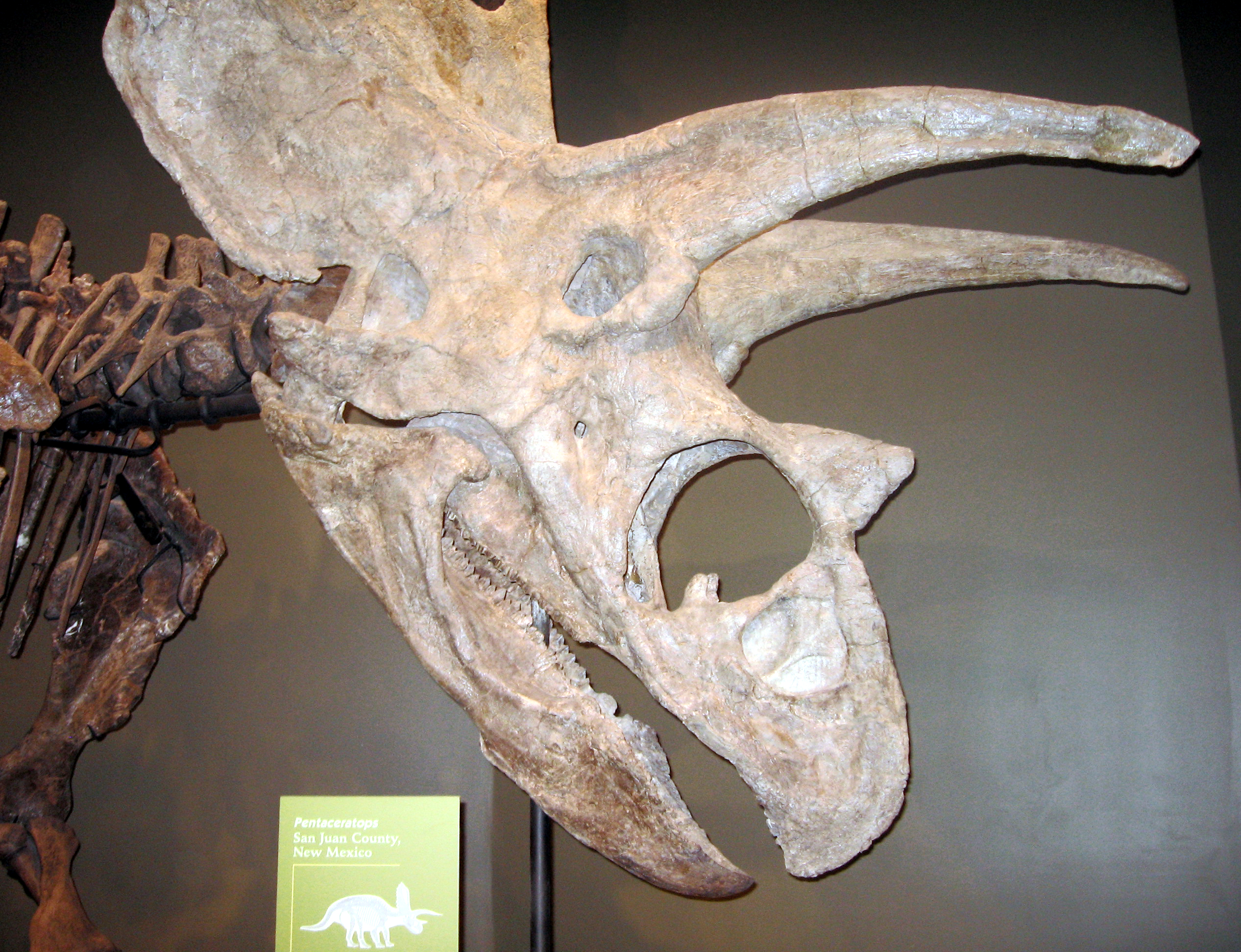
Skalle av Pentaceratops.

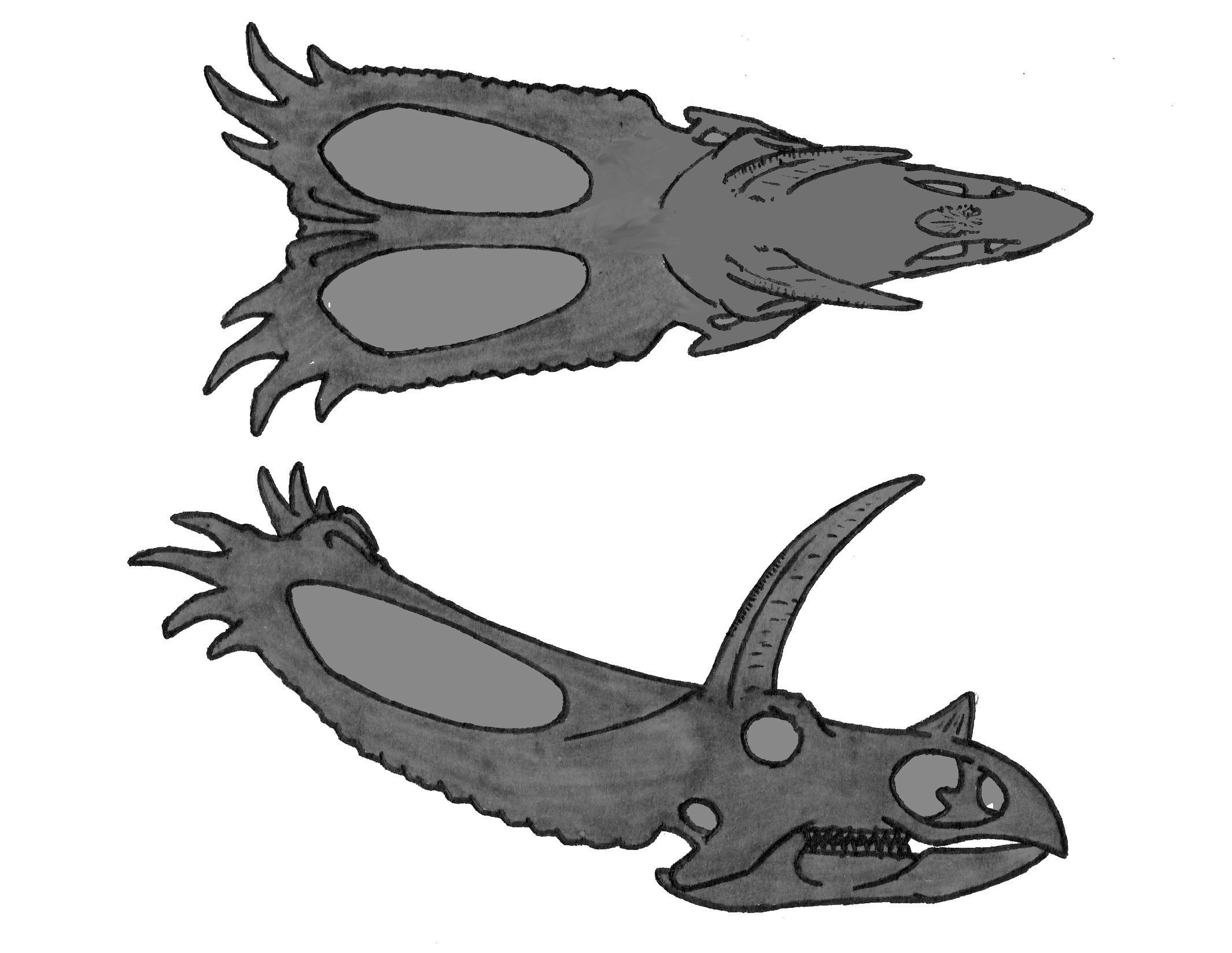
Illustration av Pentaceratops skalle.